# Kyskhed
 Der er for få eller ingen kildehenvisninger i denne artikel, hvilket er et problem. Du kan hjælpe ved at angive troværdige kilder til de påstande, som fremføres i artiklen.

Kyskhed er seksuel afholdenhed ifølge moralske normer og værdier i visse kulturer og religiøse samfund. Begrebet kyskhed knyttes oftest til livet før ægteskabet.
| Sex | Spire Denne artikel om sex eller sexologi er en spire som bør udbygges. Du er velkommen til at hjælpe Wikipedia ved at udvide den. |